# Husar (Fahrzeug)

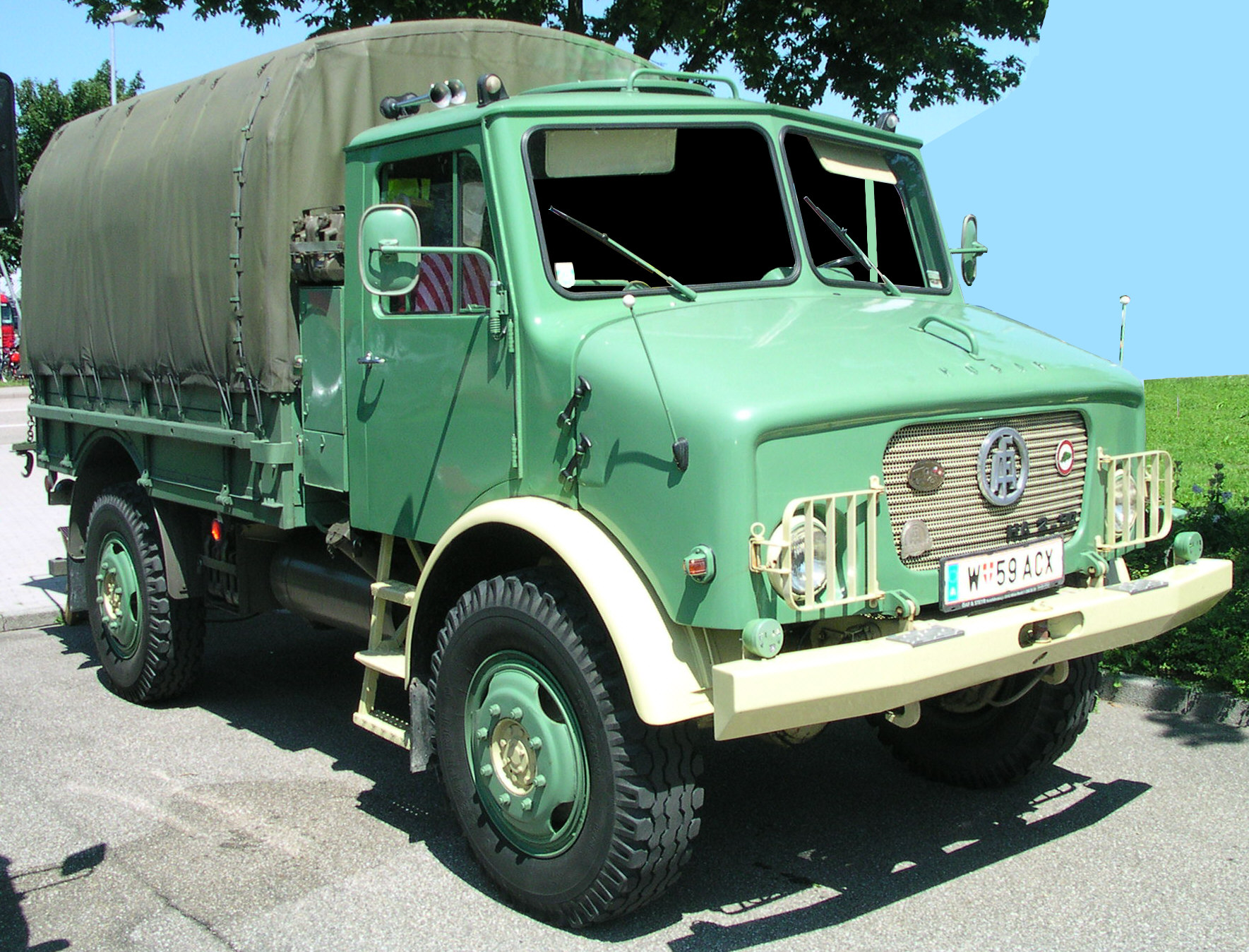
Husar HA 2-90, Baujahr 1971

Der Husar (Typenbezeichnung ÖAF HA 2 - 90) ist ein Allradfahrzeug, das von der österreichischen Firma ÖAF gebaut wurde.

## Das Fahrzeug
Das Fahrzeug wurde in Zusammenarbeit mit dem Bundesheer entwickelt. Es sollte die Fahrzeuge WC-Baureihe von Dodge ersetzen, die aus dem Bestand der US-Armee stammten. Die ersten drei Prototypen des Husar wurden im Jahr 1966 gebaut. Die Serienproduktion lief von 1968 bis 1971, hergestellt wurden insgesamt 136 Stück.
Interessiert waren auch Hersteller von Feuerwehrfahrzeugen. Nachdem aber beim Bundesheer das Konkurrenzmodell von Steyr-Daimler-Puch, der Pinzgauer, das Rennen machte, wurde er nicht mehr weiter in Serie gebaut.

### Technik

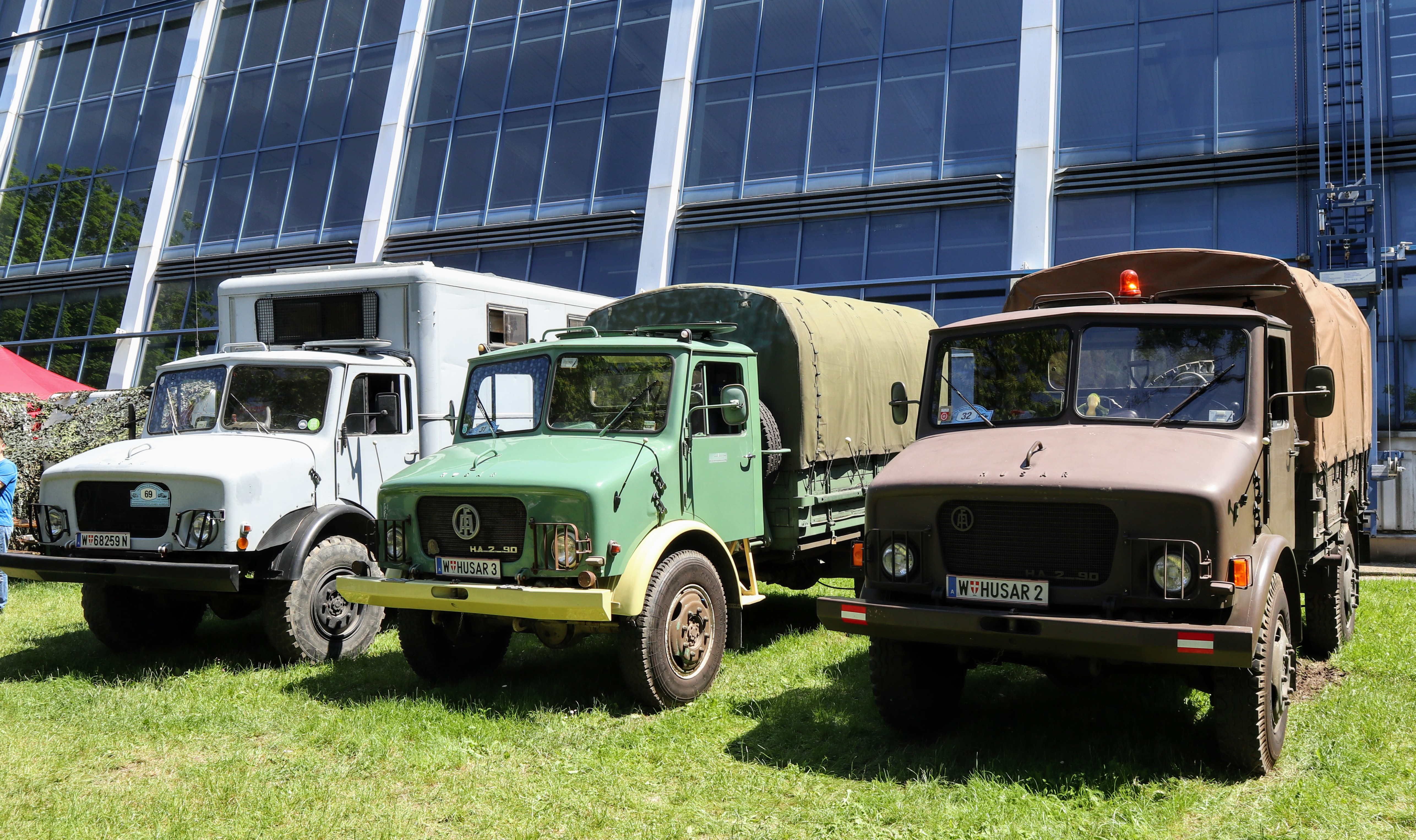
Drei aufgearbeitete Husar

Das Fahrzeug hatte zwei Achsen mit Allradantrieb. Es war für eine Nutzlast von 3 Tonnen bei Straßenverwendung ausgelegt, bei Geländeverwendung konnten 2 Tonnen zugeladen werden. Außerdem war das Ziehen von Anhängern bzw. leichten Geschützen vorgesehen.
Seine Steigfähigkeit betrug ohne Anhänger bis zu 60 Prozent, mit Anhänger bewältigte er bis zu 40 Prozent.
Angetrieben wurde er mit einem MAN-Vierzylinder-Dieselmotor mit Direkteinspritzung. Er hatte einen Hubraum von 4,69 Litern und lieferte 90 PS. Er gilt als besonders robust. Als Längsgetriebe wurde wahlweise ein ZF- oder ein Steyr-Verteilergetriebe eingebaut.
Auf den beiden Längsträgern war eine feste Fahrerkabine aufgebaut. Die Federung der Räder bestand aus Blattfedern.
Einzelne, noch existierende Exemplare werden z. B. für Expeditionen aufgearbeitet.
Abmessungen des 1-Serienmodells:
- Spurweite vorn: 1.780 mm
- Spurweite hinten: 1.706 mm
- Länge über alles: 5.650 mm
- Breite über alles: 2.130 mm
- Höhe über alles: 2.880 mm

## Später: Anderes Fahrzeug mit gleicher Bezeichnung
Zumindest ab 2015 wird der in Italien entwickelte Iveco LMV (ab 2004) beim Bundesheer als Husar bezeichnet.